# 2004 في مصر
فيما يلي قوائم الأحداث التي وقعت خلال عام 2004 في مصر.

## أحداث
- 7 أكتوبر – هجمات جنوب سيناء
- 3 يناير – خطوط فلاش الجوية الرحلة 604

## سياسة

### انتهاء فترة المنصب
- 14 يوليو – عاطف عبيد رئيس الوزراء المصري.

## أفلام
من الأفلام التي صدرت هذه السنة في مصر:
- 1 يناير – تيتو من إخراج طارق العريان.
- 1 يناير – حالة حب
- 1 يناير – حبك نار
- 1 يناير – سبع ورقات كوتشينة من إخراج شريف صبري.
- 1 يناير – سنة أولى نصب من إخراج كاملة أبو ذكري.
- 1 يناير – شباب تيك أواي
- 1 يناير – قشطة يابا
- 1 يناير – كليفتي من إخراج محمد خان.
- 1 يناير – مندور وعزيزة
- 14 يناير – حب البنات
- 28 يناير – الباشا تلميذ من إخراج وائل إحسان.
- 1 فبراير – شبر ونص
- 1 فبراير – صايع بحر من إخراج علي رجب.
- 3 مارس – كيمو وأنتيمو
- 31 مارس – أحلى الأوقات من إخراج هالة خليل.
- 27 مايو – فرح
- 9 يونيو – بحب السيما من إخراج أسامة فوزي.
- 23 يونيو – خالتي فرنسا من إخراج علي رجب.
- 6 يوليو – عوكل من إخراج محمد النجار.
- 28 يوليو – عريس من جهة أمنية من إخراج علي إدريس.
- 28 يوليو – غبي منه فيه من إخراج رامي إمام.
- 8 أغسطس – فول الصين العظيم من إخراج شريف عرفة.
- 1 سبتمبر – يوم الكرامة من إخراج علي عبد الخالق.
- 1 نوفمبر – أشتاتا أشتوت من إخراج عمر عبد العزيز.
- 13 نوفمبر – سيب وأنا أسيب
- 13 نوفمبر – كان يوم حبك

## وفيات

### يناير
- 1 يناير – مأمون الهضيبي (مواليد 1924)
- 2 يناير – كمال الشيخ (مواليد 1919) مخرج أفلام مصري.

### أبريل
- 16 أبريل – نور الدالي (مواليد 1928) لاعب كرة قدم مصري.

### يونيو
- 1 يونيو – رفعت الفناجيلي (مواليد 1936) لاعب كرة قدم مصري.

### يوليو
- 24 يوليو – بوب عزام (مواليد 1925) مغني لبناني.

### نوفمبر
- 11 نوفمبر – ياسر عرفات (مواليد 1929) من مؤسسي حركة فتح، ومنظمة التحرير الفلسطينية، وأول رئيس للسلطة الوطنية الفلسطينية..

### ديسمبر
- 1 ديسمبر – فتحي عرفات (مواليد 1933) طبيب فلسطيني.